# Bahía Holme
La bahía Holme es una bahía ubicada en la Tierra de Mac. Robertson, Antártida Oriental. Posee 35 kilómetros de ancho, conteniendo en su interior numerosas islas e islotes. Delimita la costa a ocho kilómetros al norte de las montañas Framnes.

## Historia y toponimia
Fue cartografiada por noruegos a partir de fotografías aéreas tomadas por la expedición de Lars Christensen entre enero y febrero de 1937, y nombrada Holmevika por estar lleno de islas (holme significa «islote» en idioma noruego).

## Islas
- Islas Azimuth
- Islas Flat
  - Isla Béchervaise
  - Isla West Budd
- Islas Jocelyn
- Roca Nelson
- Islas Rookery
  - Isla Giganteus
  - Isla Rookery
- Islas Rouse
- Isla Welch
- Rocas Williams

## Fauna
Se destaca la presencia de numerosas colonias reproductoras de pingüinos adelaida (Pygoscelis adeliae). Las islas Rookery fueron designadas como Zona Antártica Especialmente Protegida.

## Reclamaciones territoriales
La bahía y sus islas son reclamadas por Australia como parte del Territorio Antártico Australiano, pero esta reclamación está sujeta a las disposiciones del Tratado Antártico.